# Land (Týr)
Land è il quarto album discografico della band faroese Týr. Uscito per la prima volta il 30 maggio 2008, è stato pubblicato dalla Napalm Records.

## Tracce
1. Gandkvaedi Trondar – 4:11
2. Sinklar Visa – 4:55
3. Gatu Rima – 5:39
4. Breannivin – 4:59
5. Ocean – 10:08
6. Fipan Fagra – 5:50
7. Valkyrjan – 5:06
8. Lokka Tattur – 6:05
9. Land – 16:18
10. Hail to the Hammer – 3:49